# Миколай Яцимирський
Миколай Яцимирський (лат. Nicolaus Iaczimirski) — львівський міщанин, лавник (1523 - 1526) райця (1526 - 1539) та бурмистр міста (1528).